# Lysimachia minoricensis
Lysimachia minoricensis är en viveväxtart som beskrevs av Juan Joaquín Rodríguez y Femenías. Lysimachia minoricensis ingår i släktet lysingar, och familjen viveväxter. Inga underarter finns listade i Catalogue of Life.

## Bildgalleri

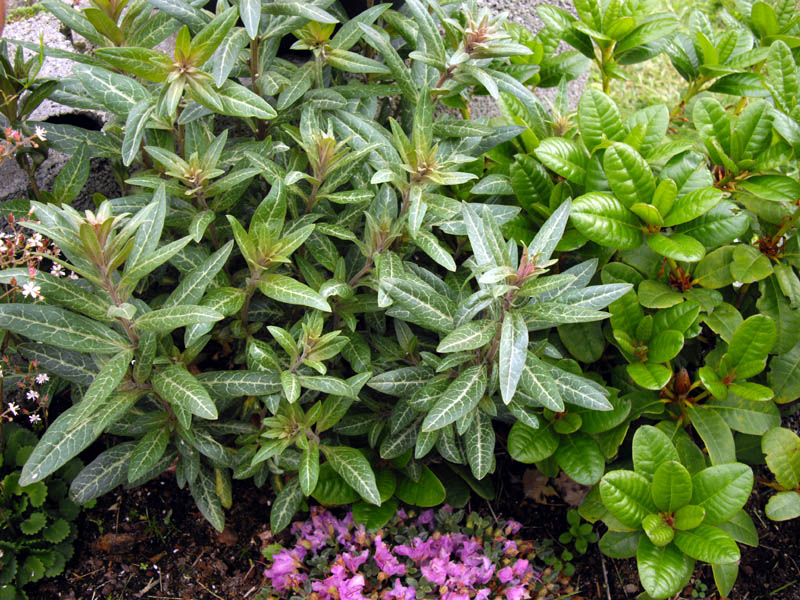